# Vincent Calvez
Pour les articles homonymes, voir Calvez.
Vincent Calvez, né en 1981 à Saint-Malo en France, est un mathématicien. Directeur de recherche à l'Institut Camille Jordan, ses recherches portent notamment sur l'analyse d'un modèle mathématique décrivant le déplacement de bactéries.

## Biographie
Vincent Calvez naît en 1981.
Ancien étudiant au lycée de Kerichen Brest, Vincent Calvez intègre à l'issue de sa classe préparatoire MPSI/MP* l'École normale supérieure de la rue d'Ulm.
Il obtient son agrégation 2005 puis sa thèse à Paris6/ENS en 2007 sous la direction de Benoît Perthame. Recruté comme chargé de recherche au CNRS à l’Unité de mathématiques pures et appliquées (UMPA) en 2008, il devient membre de l’équipe Inria Modélisation numérique en médecine (NUMED) en 2009. Il soutient son habilitation à diriger les recherches en 2015 et est nommé directeur de recherche en 2016. De 2015 à 2020, il mène le "Mesoscopic models for propagation in biology" financé par un ERC starting grant.
Depuis 2014 il est éditeur associé du Journal of Mathematical Biology.

## Prix et récompenses
- 2016 : Prix EMS[5].
- 2014 : Médaille de bronze du CNRS[1].